# 동고초등학교
동고초등학교는 대한민국 전라남도 완도군 신지면 신지로 1233(동고리 588)에 있었던 초등학교이다.

## 연혁
- 1963년 3월 1일 신지동국민학교 동고분교 설립 인가
- 1963년 5월 15일 동고분교장 개교
- 일자미상 동고국민학교 승격 인가
- 1965년 11월 15일 동고국민학교 승격 분리
- 1967년 4월 1일 도서벽지학교 '병'급 지정
- 1986년 1월 1일 도서벽지학교 '다'급 조정
- 1996년 3월 1일 동고초등학교 개편
- 1999년 9월 1일 폐교 및 신지초등학교 통폐합(32회 졸업 1124명)